# Ка ди Боско (Падова)
Ка ди Боско је насеље у Италији у округу Падова, региону Венето.
Према процени из 2011. у насељу је живело 84 становника. Насеље се налази на надморској висини од 4 м.